# Adolfo Casais Monteiro
Adolfo Victor Casais Monteiro GCL (Porto, Massarelos, 4 de julho de 1908 – São Paulo, Perdizes, 24 de julho de 1972) foi um poeta, tradutor, crítico e novelista português.

## Biografia
Nasceu no Porto, a 4 de julho de 1908, tendo sido batizado na igreja de Massarelos. Era filho de Adolfo de Paiva Monteiro, solicitador, e de D. Victória de Sousa Casais Monteiro, doméstica, ambos naturais do Porto.
Licenciou-se em Ciências Histórico-Filosóficas na Faculdade de Letras da Universidade do Porto, onde foi colega de Agostinho da Silva e Delfim Santos, tendo-se formado em 1933. Foi também nessa cidade que iniciou como professor no Liceu Rodrigues de Freitas, até ao momento em que foi afastado da carreira docente, por motivos políticos, em 1937. Viria a exilar-se no Brasil em 1954, pelas mesmas razões.
Após o afastamento de Miguel Torga, Branquinho da Fonseca e Edmundo de Bettencourt, em 1930, Adolfo Casais Monteiro foi director da revista literária coimbrã Presença, juntamente com José Régio e João Gaspar Simões. A revista viria a extinguir-se em 1940, tendo provavelmente contribuído para o seu encerramento as opções políticas de Casais Monteiro. Foi preso diversas vezes, devido às suas opiniões políticas, adversas ao Estado Novo e dirigiu, sob anonimato, o semanário Mundo Literário  em 1936 e 1937. Expulso do ensino, Casais Monteiro fixa-se em Lisboa, vivendo da literatura como autor, tradutor e editor. Tal como Agostinho da Silva ou Jorge de Sena, acabaria por partir para o Brasil, dado o seu estatuto de opositor ao Estado Novo, o qual não se adequavam à sua maneira de ser. Também dirigiu a revista Princípio  (1930) e colaborou na revista de cinema Movimento  (1933-1934) e nas revistas Sudoeste  (1935), Prisma  (1936-1941), Variante (1942-43) e Litoral  (1944-1945).
Tendo participado nas comemorações do 4.º Centenário de Cidade de São Paulo, em 1954, Adolfo Casais Monteiro fixou-se no Brasil, leccionado desde então Literatura Portuguesa em diversas universidades brasileiras, designadamente na Universidade da Bahia (Salvador), até se fixar em 1962 na Universidade Estadual Paulista (UNESP), Campus de Araraquara-SP. Escreveu por essa altura vários ensaios, ao mesmo tempo que escrevia, como crítico, para vários jornais brasileiros, tendo deixado contributos para o estudo de Fernando Pessoa e do grupo da "Presença".
Entre os seus trabalhos de tradução conta-se A Germânia, de Tácito, publicado em 1941. O seu único romance, Adolescentes, foi publicado em 1945.
A sua obra poética, iniciada em 1929 com "Confusão", foi influenciada pelo primeiro modernismo português, aproximando-se estilisticamente do esteticismo de André Gide. As suas críticas ao concretismo baseavam-se na ideia de que esta corrente estética promovia a impessoalidade, partindo da "mais pura das abstracções" na construção de uma "uma linguagem nova ao serviço de nada, uma pura linguagem, uma invenção de objectos - em resumo: um lindo brinquedo". Enquanto alguns autores o descrevem como independente do Surrealismo outros acentuam a influência que esta corrente estética teve no autor, como se pode verificar nos seus ensaios sobre autores como Jules Supervielle, Henri Michaux e Antonin Artaud (designando o último como "presença insustentável). Muita da sua obra poética dedica-se ao período histórico específico por ele vivido, como acontece no poema "Europa"[ligação inativa], de 1945, que foi lido pelo seu amigo e companheiro no Mundo Literário António Pedro aos microfones da BBC de Londres.
Casou no Porto, na 3.ª Conservatória do Registo Civil, a 8 de setembro de 1934, com Alice Pereira Gomes, também escritora, e irmã de Soeiro Pereira Gomes, da qual teve um filho, João Paulo Pereira Gomes Casais Monteiro.
Morreu a 24 de julho de 1972, na sua residência, no distrito de Perdizes, município de São Paulo, Brasil, vítima de problemas cardíacos.
A 10 de Junho de 1992 foi agraciado com a Grã-Cruz da Ordem da Liberdade a título póstumo.

## Obra

### Poesia
- Confusão - 1929
- Correspondência de Família (coletânea poética em colaboração com Ribeiro Couto) - 1933
- Poemas do Tempo Incerto - 1934
- Sempre e Sem Fim - 1937
- Versos (reúne os 3 livros anteriores) - 1944
- Canto da Nossa Agonia - 1942
- Noite Aberta aos Quatro Ventos - 1943
- Europa - 1946
- Simples Canções da Terra - 1949
- Voo sem Pássaro Dentro - 1954
- Poesias Escolhidas - 1960
- Poesias Completas - 1969

### Novela
- Adolescentes - 1945

### Tradução
- A Educação Sentimental - Gustave Flaubert - Reeditado pela Editora Nova Alexandria, em 2009.

### Ensaios
- Considerações Pessoais - 1935
- A Poesia de Ribeiro Couto - 1935
- A Poesia de Jules Supervielle - 1938
- Sobre o Romance Contemporâneo - 1940
- De Pés Fincados na Terra - 1941
- Manuel Bandeira - 1944
- O Romance e os seus Problemas - 1950
- Fernando Pessoa e a Crítica - 1952
- Fernando Pessoa, o Insincero Verídico - 1954
- Problemas da Crítica de Arte (A Crítica e a Arte Moderna) - 1956
- Estudos sobre a Poesia de Fernando Pessoa - 1958
- A Poesia da Presença (com uma antologia) - 1959
- Clareza e Mistério da Crítica - 1961
- O Romance (Teoria e Crítica) - 1964
- A Palavra Essencial - 1965
- A Literatura Popular em Verso no Brasil - 1965
- Estrutura e Autenticidade como Problemas da Teoria e da Crítica Literárias - 1968
- Figuras e Problemas da Literatura Brasileira Contemporânea - 1972
- O País do Absurdo - 1974
- O que foi e o que não foi o Movimento da «Presença» - 1995
- Melancolia do Progresso - 2003

### Epistolografia
- Cartas Inéditas de António Nobre (com introd. e notas de ACM) - 1933
- Cartas em Família - 2008
- Cartas a Sua Mãe - 2008